# Plionarctos
Genre
Plionarctos est un genre fossile d'ours ayant vécu en Amérique du Nord et en Europe du Miocène supérieur au Pléistocène, il y a d'environ 10,3 à 0,1 million d'années (Ma).

## Historique
Le genre Plionarctos a été décrit en 1926 par Childs Frick.

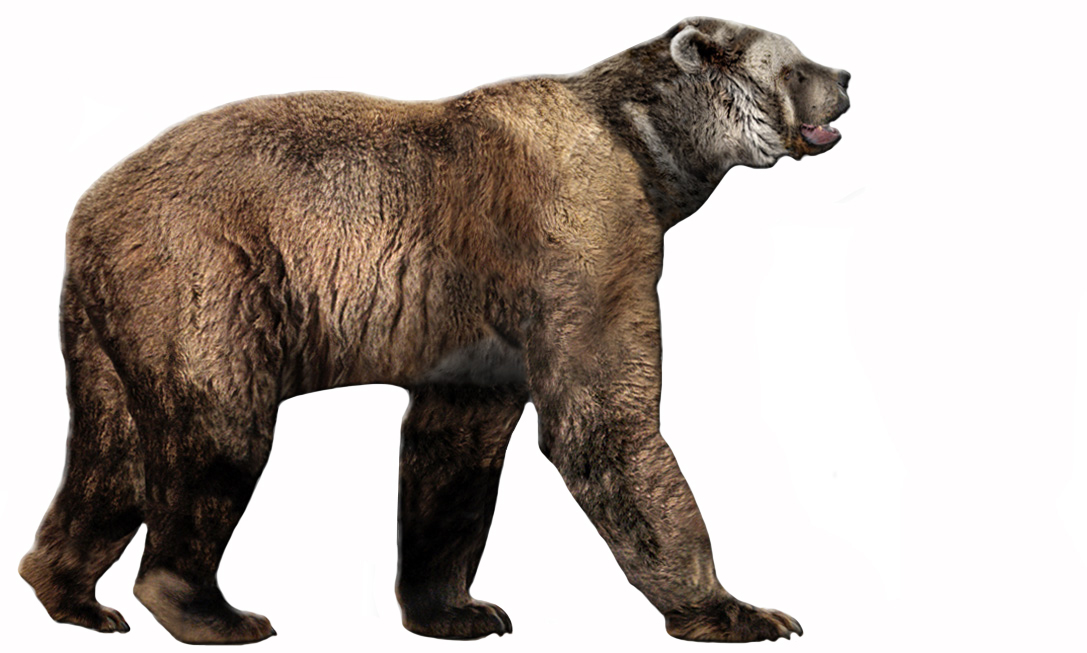
Vue d'artiste du genre proche Arctodus

## Liste de sites à fossiles
Quelques sites, avec l'âge des spécimens :
- Fort Green Mine, Comté de Polk (Floride), environ 10,3 à 4,9 Ma
- Mine de Palmetto, Comté de Polk (Floride), environ 7,9 à 7,8 Ma
- Site de Taunton, Comté d'Adams (Washington) (P. harroldorum), environ 4,9 à 1,8 Ma
- Sinkhole de Pipe Creek, Comté de Grant (Indiana) (P. edensis), environ 10,3 à 1,8 Ma
- Site de fossiles gris, Comté de Washington (Tennessee), environ 7,0 à 4,5 Ma
- Ile de Ratonneau Breccia, Provence, France, environ 800 000 à 100 000 ans

## Histoire évolutive
Plionarctos est le plus ancien genre connu de la sous-famille des Tremarctinae et considéré comme son représentant le plus basal.
Le genre d'Ursidae Indarctos (en) (d'environ 11,1 à 5,3 Ma), légèrement plus ancien, a partagé son habitat. Plionarctos a aussi cohabité un temps avec Tremarctos (d'environ 4,9 Ma à aujourd'hui).

## Liste des espèces
Selon GBIF (18 novembre 2020) :
- Plionarctos edensis Frick, 1926
- Plionarctos harroldorum Tedford & Martin, 2001